# Araneus unanimus
Araneus unanimus är en spindelart som först beskrevs av Eugen von Keyserling 1879.  Araneus unanimus ingår i släktet Araneus och familjen hjulspindlar. Inga underarter finns listade i Catalogue of Life.